# Casa Sandringham

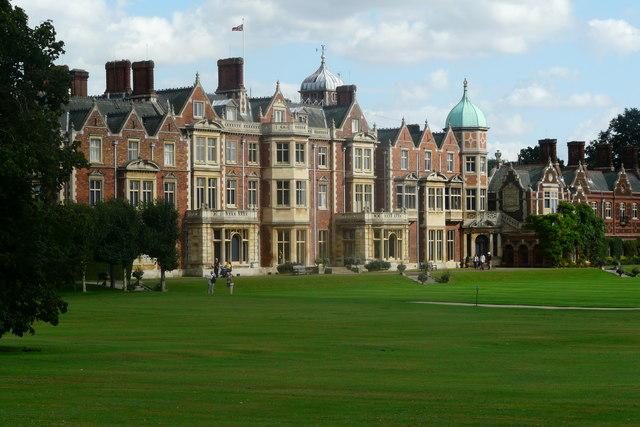
Casa Sandringham, Norfolk, Anglia

Casa Sandringham este una dintre reședințele familiei regale britanice. Este situată în apropierea orașului Sandringham în Norfolk, Anglia.